# NewPipe
NewPipe és una aplicació de reproducció multimèdia gratuïta i de codi obert per a dispositius Android que destaca com a client de YouTube no oficial. Està disponible al dipòsit de programari F-Droid, al dipòsit per a F-Droid de NewPipe, o a la seva pàgina de versions dins GitHub. Es pot utilitzar com a alternativa a l'aplicació oficial de YouTube.

## Historial de versions
NewPipe es va publicar originalment amb número de versió 0.3 el 4 de setembre de 2015. L'autor en va ser Christian Schabesberger. Algunes funcionalitats i actualitzacions notables són:
- Cerca i reproducció de vídeos de YouTube (des de 0.3)
- Descàrrega de vídeos i àudio (des de la 0.3)
- Reprodueix només l'àudio d'un vídeo (des de la 0.4.1)
- Mostra vídeos semblants (des de 0.6)
- Mostra canals de YouTube (des de la 0.8.5)
- Un reproductor emergent (des de la 0.8.12 i de mida canviable des de la 0.9.5)
- Subscripcions a canals via RSS (des de la 0.10.0)
- Compatibilitat per mostrar informació com la secció "Tendències" de YouTube (des de la 0.11.0)
- Compatibilitat amb SoundCloud (des de la 0.11.5)
- Llistes de reproducció locals i subtítols (des de la 0.12.0)
- Reproducció de vídeos en directe de YouTube i exportació i importació de subscripcions (des de la 0.13.0)
- Compatibilitat amb MediaCCC (des de la 0.16.0)
- Mostra comentaris (però no les respostes als comentaris) (des de 0.16.0)
- Reprèn les reproduccions on es van aturar en reproduir el mateix vídeo per última vegada (des de 0.17.0)
- Compatibilitat amb PeerTube (des de la 0.18.0)
- Compatibilitat bàsica amb Android TV (des de la 0.19.3)
- Compatibilitat amb Bandcamp (des de 0.21.0)

## Tecnologia
NewPipe no utilitza l'API oficial de YouTube, sinó que analitza el lloc web per trobar-hi vídeos i metadades, com ara els "m'agrada", "no m'agrada" i nombre de visualitzacions que té un vídeo. Això es fa de manera intencionada per reduir la quantitat de dades compartides amb Google, empresa propietària de la web de vídeos. L'eina d'anàlisi web s'anomena NewPipe-Extractor i és un projecte autònom. També s'utilitza a l'aplicació gratuïta i de codi obert SkyTube. Cada vegada que el web oficial de YouTube s'actualitza d'una manera que el fa incompatible amb NewPipe, els vídeos passen a no poder-se mostrar, i als usuaris finals se'ls adverteix amb els errors de l'estil de "No s'ha pogut desxifrar la URL del vídeo" fins que una actualització de NewPipe recuperi la funcionalitat perduda amb la nova versió del web oficial. De tota manera la incompatibilitat es repeteix quan el web oficial de YouTube s'actualitza altre cop.
A les versions més recents de l'aplicació, l'eina d'anàlisi és compatible amb YouTube, SoundCloud, MediaCCC, PeerTube i Bandcamp. Tot i això la compatibilitat amb SoundCloud, MediaCCC, PeerTube i Bandcamp està en fase de proves, de manera que és possible que no funcioni sempre correctament. L'equip de desenvolupament ha dit que el seu principal objectiu per al desenvolupament de moment serà YouTube fins a la versió 2.0.0. 
A causa de la forma com NewPipe accedeix a YouTube, que no usa l'API ni mostra anuncis, estaria en conflicte amb les condicions del servei de Google (propietari de YouTube) si els seus desenvolupadors fessin que aquesta aplicació estigués disponble disponible a Google Play Store, l'arxiu oficial d'aplicacions per al sistema operatiu Android.
 